# NGC 7252
NGC 7252 (również Atomy dla Pokoju, PGC 68612 lub Arp 226) – galaktyka soczewkowata (SB0), znajdująca się w gwiazdozbiorze Wodnika w odległości 220 milionów lat świetlnych od Ziemi. Została odkryta 26 października 1785 roku przez Williama Herschela. Galaktyka ta rozciąga się na przestrzeni około 600 000 lat świetlnych. Powstała w wyniku zderzenia dwóch dużych galaktyk, które potrwa jeszcze setki milionów lat.